# Serapias parviflora
La serapias de flor pequeña (Serapias parviflora) es una planta herbácea perenne de la familia Orchidaceae.

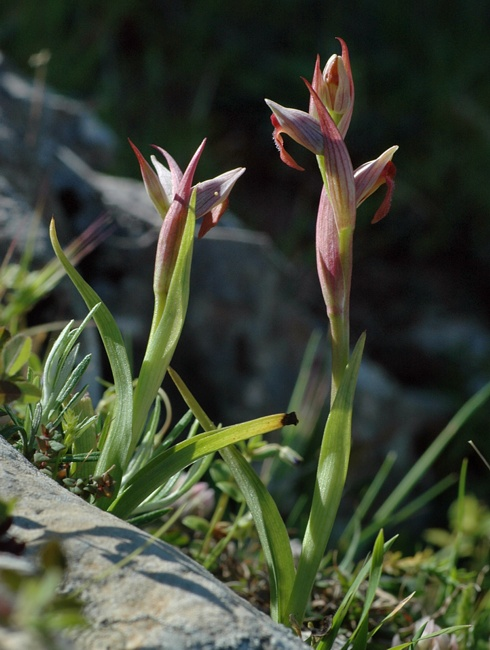
Vista de la planta

## Descripción
Tal vez se trate de una de las especies de orquídeas más frecuentes pero que menos llaman la atención. Tiene una espiga con pocas flores dirigidas hacia arriba. Estas flores se caracterizan porque el labelo es pequeño y normalmente suele estar pegado al ovario, como si estuviera dirigido hacia atrás. Tiene formas de transición con Serapias lingua, especie con la que convive y probablemente se hibrida, esta última tiene el labelo mucho más largo y dirigido hacia abajo. Florece en primavera, abril-mayo.

## Hábitat
Vive en suelos silíceos, en arenales, matorral alto, y bosques claros que dejen pasar suficiente luz.
Especie protegida en  Francia.

## Taxonomía
Serapias parviflora fue descrita por Filippo Parlatore y publicado en Giornale de Scienze, Letteratura ed Arti per la Sicilia 59: 66. 1837.
Etimología
Serapias: nombre genérico de origen griego que se aplicó antiguamente a una orquídea no identificada con certeza, quizá Orchis morio. Proviene de un dios egipcio llamado Serapis en cuyos templos los devotos se dedicaban a los placeres de la carne. El nombre que Linneo asignó a este género quizás se debe a que a algunas orquídeas se le atribuyen efectos afrodisíacos.
parviflora: epíteto latino que significa "con flores pequeñas".
Sinonimia
- Serapias laxiflora var. parviflora (Parl.) Rchb.f. (1850)
- Serapiastrum parviflorum (Parl.) A.A. Eaton (1908)
- Serapias laxiflora Rchb.f. (1850)
- Serapias columnae Aurnier (1851)
- Serapias occultata J. Gay ex Willk. (1861)
- Serapias elongata Tod. (1876)
- Serapias parviflora f. lutescens Renz (1930)
- Serapias parviflora ssp. occultata (J. Gay) Maire & Weiller (1959)
- Serapias parviflora var. lutescens (Renz) Kalop. (1981)
- Serapias mascaensis H. Kretzschmar, G. Kretzschmar & Kreutz (1993)
- Serapias parviflora ssp. mascaensis (H. Kretzschmar, G. Kretzschmar & Kreutz) Kreutz (2004[4]